# Rue Jean-François-Gerbillon
La rue Jean-François-Gerbillon est une voie du 6e arrondissement de Paris, en France.

## Situation et accès
La rue Jean-François-Gerbillon est une voie publique située dans le 6e arrondissement de Paris. Elle débute au 24 bis, rue de l'Abbé-Grégoire et se termine au 4, rue de Bérite.
Le quartier est desservi par la ligne de métro 4 à la station Saint-Placide et par la ligne 10 à la station Vaneau.

## Origine du nom
Elle porte le nom du jésuite français, supérieur du Collège français fondé à Pékin, au XVIIe siècle, Jean-François Gerbillon (1654-1707) en raison du voisinage des Missions étrangères.

## Historique
Cette rue a été ouverte sous le nom de « rue Gerbillon » en 1864, et cédée à la Ville de Paris par M. Perdriaux, concessionnaire du marché Saint-Maur-Saint-Germain, devenu « marché des Missions », et détruit en 1920.

## Bâtiments remarquables et lieux de mémoire
- No 3 : immeuble construit en 1869 par l’architecte J. Lobrot, signé en façade.